# Paolini e Silvestri
Sergio Paolini, (Genova 1924 - Roma 2021) e Stelio Silvestri, (Genova 1924 - Roma 1983) sono degli autori radiotelevisivi italiani. Negli anni cinquanta sono stati pionieri nell'inventare e organizzare questo nuovo strumento di comunicazione che entrava nelle case degli italiani. 
Iniziano nel varietà radiofonico, e sono presenti nella TV sperimentale a Torino e a Milano. Per alcuni anni hanno ideato tutte le campagne di propaganda e pubblicità della Rai.

## Originali televisivi
Si chiamavano così i film TV realizzati in diretta, non esistendo ancora la registrazione video magnetica:
I graditi ospiti (1958, poi divenuto film in Germania), con Nino Manfredi, replicato con Gino Bramieri e Franco Parenti. Fra i sei o sette titoli successivi, Mezzanotte con l'eroe, con debutto alla TV cecoslovacca nel 1967, e la serie in sei puntate La vedova e il piedipiatti, con Ave Ninchi.

## Varietà e quiz
Tralasciando le produzioni minori, grande successo, dal 1966 al 1970, di Settevoci, canzoni e giochetti, che oltre a Pippo Baudo lanciò Claudio Lippi, Al Bano, Orietta Berti, Massimo Ranieri. Tra le sigle musicali di Settevoci Il suo nome è Donna Rosa, che ispirò un film musicale.
Nel 1970, Canzonissima, con Corrado e Raffaella Carrà (sigla Ma che musica maestro), altra edizione di Canzonissima nel '73 con Pippo Baudo e inoltre, serie di varietà con: Silvan (Sim salà bim), Delia Scala (Che combinazione), Mino Reitano (Qua la mano Mino), Tino Scotti, Ave Ninchi, Corrado, Tullio Solenghi, Sandra Mondaini e altri e il varietà-quiz sportivo di successo: Ciao Mamma, presentato da Vittorio Adorni e Liana Orfei. Nel 1978 su Rai 1 sono gli autori del varietà Uffa, domani è lunedì assieme a Giancarlo Nicotra.
Su Canale 5, 1982 e 1983, Premiatissima, con Amanda Lear, bissata con Johnny Dorelli.
Negli anni settanta, Paolini e Silvestri hanno creato programmi anticipatori dell'intrattenimento del 2000, e cioè: Colazione allo studio 7, poi divenuto A tavola alle sette, con Luigi Veronelli e, dal terzo anno, con Ave Ninchi. È stato il primo programma gastronomico televisivo (5 edizioni).
Nello stesso genere sperimentale, varie serie: Il gioco dei mestieri, La partita, Come si fa, Cani gatti e C..
Nel 1976, primo anno, con Corrado, di Domenica In, col ritorno della TV in diretta, dopo un lungo periodo in cui si era preferito utilizzare trasmissioni registrate. 
Dal 1964, per diciotto anni, Paolini e Silvestri hanno scritto tutti i programmi televisivi settimanali realizzati dalla Rai per gli emigrati italiani, sempre presentati da Corrado e messi in onda in Germania, Belgio e Svizzera, dove Un'ora per voi è stata popolarissima.
Dopo la scomparsa di Silvestri, Paolini ha realizzato su Mediaset Il buon paese, due serie “da un'idea di Silvio Berlusconi” presentate da Claudio Lippi, e un paio di serie con Enrica Bonaccorti.
Poi è tornato al varietà radiofonico, fino al 2000, anno della riproposta del quiz Il gambero. Infine è diventato voce per commenti satirici d'attualità in vari programmi.
In seguito ha realizzato, insieme a Luciano Rispoli per la regia di Massimiliano Fasan, coadiuvato da Baldo Perugini, il gioco a quiz ed arte varia "Impara l'arte" per Radio2, che è diventato anche un libro.